# Patrik Tobler
Patrik Tobler (* 23. März 2000) ist ein Schweizer Unihockeyspieler, der beim Nationalliga-A-Verein UHC Waldkirch-St. Gallen unter Vertrag steht.

## Karriere
Tobler wurde in der Nachwuchsabteilung des UHC Waldkirch-St. Gallen ausgebildet, ehe er 2021, nachdem ihm ein Vertrag in der ersten Mannschaft verwehrt worden war, nach Finnland ging. In Finnland schloss er sich SaiPa Salibandy an. Nach einem Jahr kehrte er in die Schweiz zurück und debütierte 2023 beim Spiel gegen den UHC Uster in der Nationalliga A.